# Nanning van Foreest (1682-1745)

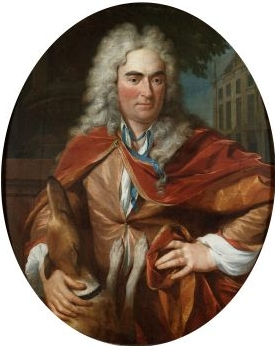
Portret van Nanning van Foreest door Nicolaas Verkolje

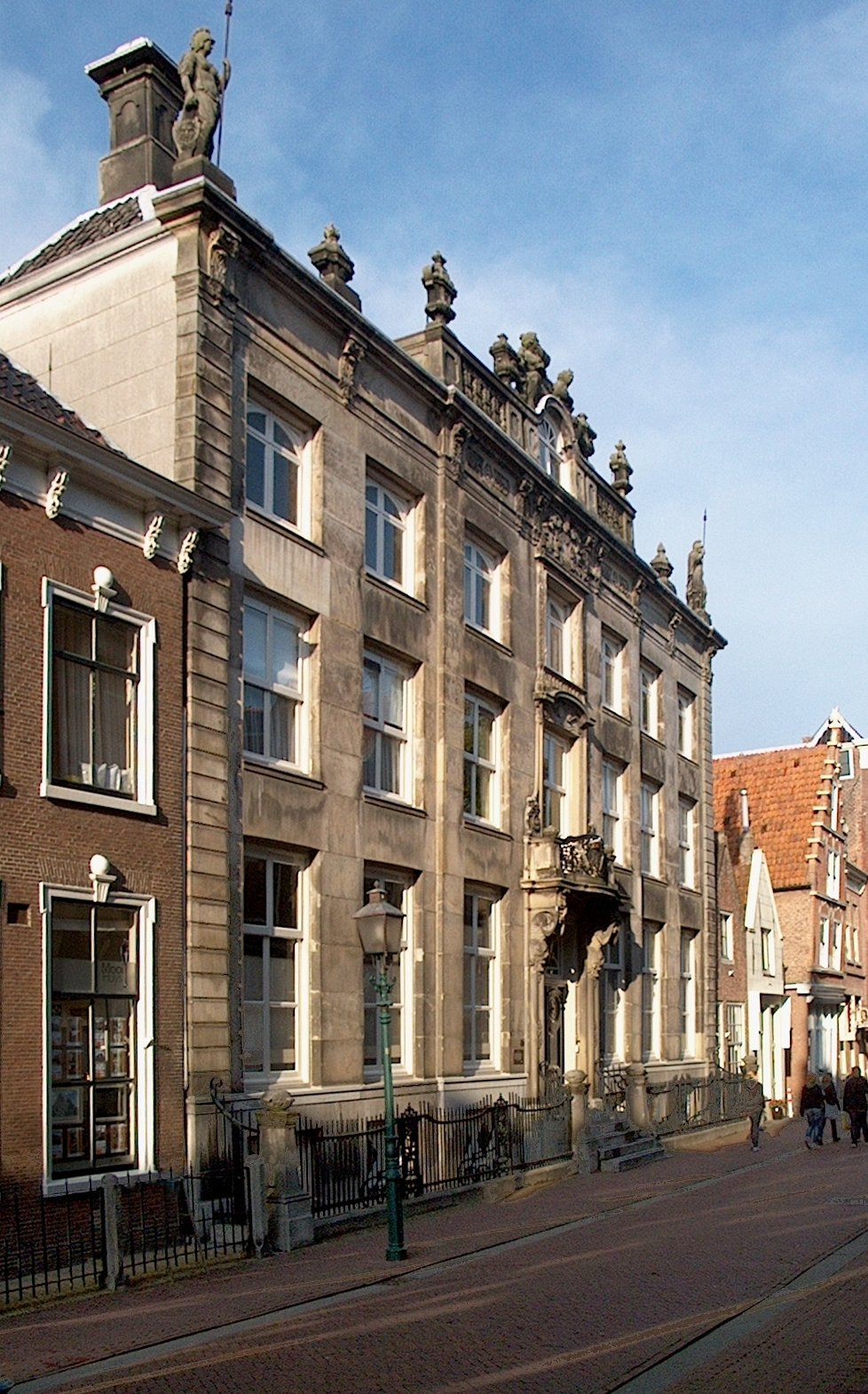
Foreestenhuis, Hoorn

Nanning van Foreest (Hoorn, 2 februari 1682 – aldaar, 15 augustus 1745), heer van Petten en Nolberban, was onder meer vroedschap en burgemeester van Hoorn, gecommitteerde van de Admiraliteit van West-Friesland en het Noorderkwartier en bewindhebber van de Verenigde Oost-Indische en de Geoctroyeerde West-Indische Compagnie. Tevens was hij hoofdingeland van de Beemster en de Schermer.
Nanning van Foreest werd geboren als zoon van Jacob van Foreest (1640-1708) en Maria Sweers (1649-1720). Op 1 augustus 1728 trouwde hij te Hoorn met Jacoba de Vries (1706-1750), dochter van Hercules de Vries en Maria Sonck. Zij kregen negen kinderen, vijf dochters en vier zoons. De oudste zoon Jacob zou zijn vader opvolgen als vrijheer van Petten en Nolberban. De tweede zoon Nanning vervulde verschillende bestuurlijke functies. De jongste zoon Hercules werd heer van de Drie Egmonden. Dochter Agatha zou beroemd worden als de Lady Chatterley van West-Friesland. Dochter Hester van Foreest trouwde in 1754 met Wigbold Adriaan van Nassau-Woudenberg.
In 1742 was hij samen met zijn neef Cornelis erfgenaam van de puissant rijke Maria van Egmond van de Nijenburg (1684-1742), de dochter van zijn tante Machteld van Foreest (1642-1721). Uit deze nalatenschap erfde hij de heerlijkheid van Petten en Nolberban.
In zijn tijd gold Nanning van Foreest als de rijkste man van Hoorn, en verborg dat niet. Zo liet hij in 1724 een imponerende hardstenen gevel met decoraties op zijn huis aan het Oost aanbrengen, het Foreestenhuis. Nanning van Foreest liet een vermogen van ruim 1,5 miljoen gulden na, voor die tijd een recordbedrag en een van de hoogste van het land.
- Nederlandse Thesaurus van Auteursnamen: 142533106
- Virtual International Authority File: 280708458
- WorldCat: E39PBJdh4MwgQBTyhjRhWPdqQq